# دلیر (فیلم ۲۰۱۲)
دلیر یا شجاع (انگلیسی: Brave) یک فیلم پویانمایی رایانه‌ای فانتزی آمریکایی محصول سال ۲۰۱۲ است که توسط استودیو انیمیشن پیکسار تولید و توسط والت دیزنی پیکچرز منتشر شده‌است. کارگردانی آن را مارک اندروز (در اولین کارگردانی فیلم بلند خود) و برندا چپمن با کارگردانی مشترک استیو پرسل بر عهده داشتند. داستان توسط چپمن، با فیلمنامه‌ای از اندروز، پرسل، چپمن و ایرنه مکی نوشته شده‌است. تهیه‌کنندگی این فیلم بر عهده کاترین سارافیان بود و جان لستر، اندرو استنتون و پیت داکتر به عنوان تهیه‌کنندگان اجرایی آن عمل کردند. صداپیشگان این فیلم شامل کلی مکدونالد، بیلی کانلی، اما تامپسون، جولی والترز، رابی کالترین، کوین مک‌کید و کریگ فرگوسن هستند. داستان این فیلم در ارتفاعات اسکاتلند می‌گذرد و داستان پرنسس مریدا از دان‌بروخ را روایت می‌کند که از یک رسم دیرینه سرپیچی می‌کند و با ابراز عدم تمایل به نامزدی باعث هرج و مرج در پادشاهی می‌شود. وقتی مادرش ملکه الینور قربانی یک نفرین وحشیانه شده و تبدیل به خرس می‌شود، مریدا باید به درون خود نگاه کند و کلید نجات پادشاهی را پیدا کند. مریدا اولین پرنسس دیزنی است که توسط پیکسار ساخته شد. این فیلم همچنین به استیو جابز تقدیم شده که قبل از اکران فیلم درگذشت. دلیر اولین فیلم پیکسار با یک قهرمان زن است و اولین فیلمی است که با یک سیستم پویانمایی اختصاصی جدید به نام پِرِستو ساخته شده‌است.
چپمن الهام بخش داستان فیلم از رابطه‌اش با دخترش بود. او با کارگردانی مشترک مارک اندروز، اولین کارگردان زن پیکسار در یک فیلم بلند شد. پیکسار برای ایجاد پیچیده‌ترین تصاویر ممکن سیستم پویانمایی خود را برای اولین بار پس از ۲۵ سال به‌طور کامل بازنویسی کرد. دلیر اولین فیلمی است که از فرمت صدای دالبی آتموس استفاده می‌کند.
دلیر در ۱۰ ژوئن ۲۰۱۲ در جشنواره بین‌المللی فیلم سیاتل نمایش داده شد و در ۲۲ ژوئن ۲۰۱۲ در آمریکای شمالی اکران شد و هم با نقدهای مثبت و هم با موفقیت در گیشه مواجه شد. این فیلم برنده جایزه اسکار، گلدن گلوب، و جایزه بفتا برای بهترین فیلم بلند پویانمایی شد. پیش از نمایش تئاتری این فیلم، فیلم کوتاهی با عنوان ماه به کارگردانی انریکو کازاروسا منتشر شد. یک دنبالهٔ کوتاه از این فیلم با عنوان افسانه موردو در ۱۳ نوامبر ۲۰۱۲ منتشر شد.

## خلاصه داستان
پرنسس مریدا با مادرش ملکه الینور، پدرش پادشاه فرگوس و برادران سه‌قلوی بازیگوشش هامیش، هوبرت و هریس در قرون وسطی در پادشاهی اسکاتلندی دان‌بروخ زندگی می‌کند. الینور تلاش می‌کند تا مریدا را متقاعد کند که یک شاهدخت کامل باشد. با این حال، مریدا از سوار شدن بر اسبش، آنگوس، در ارتفاعات و تمرین تیراندازی با کمان و شمشیربازی لذت می‌برد. او این مهارت‌ها را از پدرش به ارث برده‌است.
یک روز عصر، مریدا متوجه می‌شود که اربابان قبیله متحد پادشاه، پسران خود را برای ازدواج با او معرفی می‌کنند. اربابان با پسرانشان که مورد علاقهٔ مریدا نیستند وارد می‌شوند. مریدا تیراندازی با کمان را برای کسب آزادی انتخاب می‌کند. بعد از اینکه خودش در مسابقه برنده شد، الینور به مریدا هشدار می‌دهد که اگر درست نشود، درگیری میان قبیله‌ها رخ می‌دهد، اما مریدا جمع را ترک می‌کند و با یک روشنایی مرداب (ویسپ‌ها) روبه‌رو می‌شود که او را به کلبه یک جادوگر راهنمایی می‌کند. مریدا از جادوگر درخواست طلسم می‌کند تا سرنوشت او را تغییر دهد. جادوگر به مریدا یک کیک طلسم می‌دهد و او آن را به مادرش الینور می‌دهد، اما او به یک خرس سیاه تبدیل می‌شود. مریدا، الینور را از قلعه خارج می‌کند، زیرا پدرش یک شکارچی خرس است.
الینور که هنوز بیشتر حواس انسانی خود را حفظ کرده‌است، در قالب یک خرس همراه با مریدا به کلبهٔ جادوگر می‌رسند، جایی که جادوگر پیامی را در دیگ خود گذاشته و می‌گوید که طلسم تا طلوع دوم خورشید دائمی خواهد شد، مگر اینکه او «پیوندی را که به خاطر غرور از بین رفته را اصلاح کند.»
روز بعد، مریدا و مادرش به همدیگر کمک می‌کنند تا به دنبال غذا بگردند. پس از انجام این کار، مریدا مورد حمله خرسی قرار می‌گیرد که شبیه مادرش به نظر می‌رسد، اما متوجه می‌شود که خرس خود مادرش است. دنباله ای از ویسپ‌ها ظاهر می‌شود و آنها را به خرابه‌های یک قلعه باستانی هدایت می‌کنند، جایی که مریدا متوجه می‌شود که شاهزاده در داستان مادرش، همان کسی است که طلسم مشابهی از جادوگر دریافت کرده‌است. شاهزاده شریر به یک خرس شیطان مخوف به نام موردو تبدیل شده‌است. موردو ناگهان به مریدا حمله می‌کند اما الینور او را نجات می‌دهد و آنها فرار می‌کنند. مریدا مادرش را متقاعد می‌کند که اگر طلسم را نشکنند، برای همیشه مثل موردو تبدیل به یک خرس وحشی می‌شود. مریدا متوجه می‌شود که واژهٔ «اصلاح پیوندی که به دلیل غرور از بین رفته» به تعمیر ملیله‌های خانوادگی او اشاره دارد که در جریان مشاجره‌هایشان آسیب دیده بود.
هر دو با عجله به قلعه برمی گردند، و فرگوس و لردهای دیگر می‌بینند که با سر و صدا به خاطر مریدا درگیر هستند؛ فرگوس وارد سالن شده و درگیری را متوقف می‌کند. مریدا سخنرانی تکان دهنده ای می‌کند و قبایل را متقاعد می‌کند که باید پیوند خود را بازگردانند و پسران لردها باید با هرکسی که می‌خواهند ازدواج کنند. لردها با اکراه موافقت می‌کنند و همان‌طور که آنها جشن می‌گیرند، مریدا و الینور به اتاق ملیله می‌روند تا ملیله پاره شده را تعمیر کنند. فرگوس وارد اتاق الینور می‌شود تا دربارهٔ آنچه اتفاق افتاده به او بگوید اما در عوض اتاق را ویران شده می‌یابد. او با وحشت و ناامیدی وارد اتاق ملیله می‌شود تا مریدا را در حال کشیدن ملیله از روی دیوار بیابد و الینور را در حالت خرس خود کشف کند. فرگوس به الینور حمله می‌کند که فکر می‌کند او موردو است، اما مریدا راه او را می‌بندد و الینور فرار می‌کند. فرگوس مریدا را بازداشت می‌کند و الینور خرس را با سایر مردان قبیله دنبال می‌کند. مریدا با کمک برادرانش که با خوردن ناخواسته کیک طلسم به خرس تبدیل شده‌اند، از اتاقش بیرون می‌آید و در حالی که ملیله را سوار بر اسب می‌چرخاند، به دنبال پدرش به جنگل می‌رود. مریدا درست قبل از اینکه موردو ظاهر و بر قبیله‌ها چیره شود، مادرش را نجات می‌دهد. الینور با کوبیدن او به یک منهیر بلندقامت، موردو را شکست می‌دهد و او را در هم می‌کوبد و روح شاهزاده را آزاد می‌کند. مریدا با درک معنای معمای جادوگر، ملیله ثابت را روی الینور می‌گذارد و با مادرش آشتی می‌کند. الینور به‌طور ناگهانی به همراه سه قلوها دوباره به یک انسان تبدیل می‌شود و خانواده با خوشحالی دوباره به هم می‌پیوندند.

## جوایز
- هشتاد و پنجمین دوره جوایز اسکار

| قسمت                  | نامزد                    | نتیجه |
| --------------------- | ------------------------ | ----- |
| بهترین فیلم پویانمایی | مارک اندروز و برندا چپمن | برنده |

- هفتادمین مراسم گلدن گلوب

| قسمت                  | نامزد                    | نتیجه |
| --------------------- | ------------------------ | ----- |
| بهترین فیلم پویانمایی | مارک اندروز و برندا چپمن | برنده |